# Dugesia nansheae
Dugesia nansheae és una espècie de triclàdide dugèsid que habita l'aigua dolça de l'Iraq. El nom específic d'aquest animal fa referència a Nanshe, una deessa mitològica sirio-babilònica dels torrents i canals.